# Fronteira Brunei–Malásia
A fronteira entre Brunei e Malásia consiste em uma fronteira terrestre de 266 quilômetros e extensões substanciais de fronteiras marítimas que se estendem da costa dos dois países até a borda da plataforma continental do Mar da China Meridional. O extremo norte desta fronteira está localizado na desembocadura do Sungai Bangau, baseado na coordenada estabelecida pela ordem Sarawak (definição de limites) no Conselho de 1958. Em 2005, Brunei protegeu-se contra a imigração proveniente de seu vizinho erguendo o muro de Brunei / Limbang.
Essa fronteira, situada na parte norte da ilha de Bornéu, é composta por dois trechos separados que marcam as duas áreas que formam o Brunei inseridas no território da Malásia. A fronteira existe desde 1888, quando o Reino Unido tornou o antigo Sultanato um protetorado do Império.
Os dois trechos fronteiriços ficam próximos, ambos têm litoral na Baía de Brunei, mas são separados. O menor, a leste, abriga o distrito de Temburong. No maior, a oeste, fica a capital de Brunei, Bandar Seri Begawan e os outros três distritos ("daerah"), Belait, Brunei e Muara, Tutong.